# Ludwig von Buddenbrock
Ludwig Heinrich von Buddenbrock (* 18. Februar 1720 in Gurnen; † 19. April 1782 in Königsberg) war ein preußischer Generalmajor, Chef eines Infanterie-Regiments und Ritter des Pour le Mérite.

## Leben

### Herkunft
Ludwig war Angehöriger des baltisch-preußischen Adelsgeschlechts von Buddenbrock. Seine Eltern waren Otto Heinrich von Buddenbrock (1667–1729) und dessen erste Frau Anna Catharina von Buddenbrock a.d.H. Gurnen. Seine Brüder waren der preußische Generalmajor Bernhard Friedrich von Buddenbrock (1725–1807) sowie der preußische Major und Chef des 1. Stehenden Grenadier-Bataillons Wilhelm Ernst von Buddenbrock († 1760).

### Militärkarriere
Buddenbrock wurde am 4. März 1740 Sekondeleutnant im Infanterieregiment Nr. 3 der Preußischen Armee. Im Ersten Schlesischen Krieg marschierte er mit den Grenadieren nach Schlesien. 1741 war er mit bei der Belagerung und Einnahme von Glogau. Daraufhin kam er zur Schlacht bei Mollwitz und war bei der Einnahme von Breslau dabei. 1742 geriet er in der Schlacht bei Groß-Jägersdorf in Gefangenschaft. Am Ende des Krieges kam Buddenbrock wieder frei und kehrte zu seinem Regiment nach Halle zurück. Im Zweiten Schlesischen Krieg marschierte er nach Böhmen und war bei der Einnahme von Prag zugegen. Im Dezember 1744 wurde er Premierleutnant und kämpfte im Winter selben Jahres in Schlesien. Im 1745 focht er im Gefecht bei Habelschwerdt sowie bei Hohenfriedberg und Soor.
Am 6. Juni 1751 wurde er Stabskapitän und im Siebenjährigen Krieg nahm er zunächst an der Schlacht bei Lobositz teil. Am 21. Oktober 1756 erhielt er eine eigene Kompanie. Im nachfolgenden Jahr kämpfte er in Prag und Kolin. Das Regiment wurde danach an die Westfront nach Halberstadt verlegt. Er erkrankte und wollte von Naumburg nach Halle, als er in Merseburg von den Österreichern gefangen wurde. Er wurde in Krems interniert und kam nach acht Monaten wieder frei. So kam es, dass Buddenbrock im April 1758 wieder bei seinem Regiment war. Am 18. Februar 1759 wurde er zum Major befördert. Am 8. Mai 1759 war er bei den 400 Mann, die die Österreicher bei Asch angriffen. Anschließend kämpfte er in der Schlacht bei Kay. Am 27. Oktober 1759 erhielt er ein Bataillon von Wiedergenesenen, dass er von Schlesien nach Sachsen führte. 1760 war er bei der Belagerung von Dresden als er bei einem Ausfall gefangen genommen wurde. Er kam wieder nach Krems und wurde nach zehn Monaten ausgetauscht. Danach kam er im Mai 1762 zu seinem Regiment, was zu der Zeit bei Kunzendorf stand. Am 22. Juli 1762 konnte er sich beim Angriff auf die Leutmannsdorfer Höhen auszeichnen und erhielt dafür den Orden Pour le Mérite.
Nach dem Krieg am 21. Juni 1765 wurde er zum Oberstleutnant befördert und erhielt zudem eine zusätzliche Pension. Im Mai 1770 wurde er Oberst und Kommandeur des Infanterieregiments „Sobeck“ Nr. 30. Am 20. Januar 1771 wurde er zum Generalmajor ernannt und übernahm 1776 als Chef das Infanterieregiment „von Borcke“, welches fortan seinen Namen trug. Im Bayrischen Erbfolgekrieg marschierte er wieder nach Schlesien und wurde noch Kommandant der Festung Schweidnitz.

### Familie
Buddenbrock war mit Henriette Wilhelmine Juliane Louise Gräfin von Solms-Sonnenwalde (* 20. Oktober 1731; † 31. Januar 1798) aus dem Hause Schköna liiert. Sie hatte zwar 1750 Johann Christian Freiherr von Ochsenstein († 8. April 1786) geheiratet, war aber 1764 wieder geschieden worden. Ihre Eltern waren Adolph Ludwig zu Solms-Sonnenwalde (* 22. August 1706; † 16. Oktober 1760) und Sabine Louise von Thümen (* 28. Februar 1713; † 12. August 1804). Er hatte mit ihr einen Sohn und eine Tochter. Diese wurden am 25. April 1774 unter dem Namen von Bodenburg als adelig legitimiert und bekamen am 11. Oktober 1774 die königliche Erlaubnis, Namen und Wappen des Vaters zu führen.
Zu seinen Kindern zählte:
- Friedrich Heinrich Ludwig (* 10. Januar 1768; † 11. März 1841), preußischer Major

⚭ (geschieden) Marie Elisabeth Pommer (* 12. Januar 1768; † 11. November 1837), heiratet nach der Scheidung am 11. August 1801 den Major Karl Heinrich August von Müllenheim († 22. Oktober 1813)
⚭ 11. Juni 1821 Julie Marie Warneke (* 16. Dezember 1770; † 25. Mai 1832) verwitwete von Wichert
- Luise (* 16. Februar 1764; † 6. März 1796) ⚭ Christian Sigismund von Weyrach (1740–1823), Eltern von Karl Christian von Weyrach